# IPhone 5c
O iPhone 5c é um smartphone produzido pela Apple, que foi apresentado no dia 10 de setembro de 2013. Era um dos dois sucessores do iPhone 5 (juntamente ao iPhone 5s), possuindo-o as suas mesmas configurações. Foi o primeiro modelo de iPhone disponível em diversas cores.
Seu corpo era feito em policarbonato, reforçado com aço no seu interior. Segundo a marca, só com esse material seria possível deixar as cores com um aspecto mais vivo, o que não conseguiriam com alumínio ou vidro. O iPod Touch de quinta geração tem opções de cores diferentes, porém com um estilo fosco e embaçado.
Seu lançamento ocorreu no dia 20 de setembro de 2013 em nove países: Estados Unidos, Austrália, Canadá, China, França, Alemanha, Japão, Singapura e Reino Unido, e teve na sua primeira semana uma venda de 9 milhões de unidades. Posteriores lançamentos do aparelho ocorreram, sendo lançados até o mês de dezembro de 2013 em mais de 51 países. Apesar de o iPhone 5C ter boas vendas, a Apple foi alvo de muitos críticos com relação ao fato de custar o mesmo que o iPhone 5, mesmo estando em um corpo mais frágil.
Em 23 de setembro de 2014, os modelos de 16 e 32 GB do iPhone 5C foram descontinuados, sendo substituídos por um novo modelo de 8 GB. Em 9 de setembro de 2015, o modelo de 8 GB foi descontinuado dando fim a linha.
Hoje, o iPhone 5C se encontra fora de linha e não é mais fabricado e comercializado pela Apple. Estão a venda no site da Apple, o iPhone 8 e modelos superiores.

## Lançamento

### Brasil
O iPhone 5C foi lançado no Brasil em 22 de novembro de 2013, pelo preço inicial de R$ 1999,00 (versão 16 GB) e R$ 2399,00 (versão 32 GB).

### Portugal
O iPhone 5C foi lançado em Portugal em 25 de outubro de 2013.

## Características

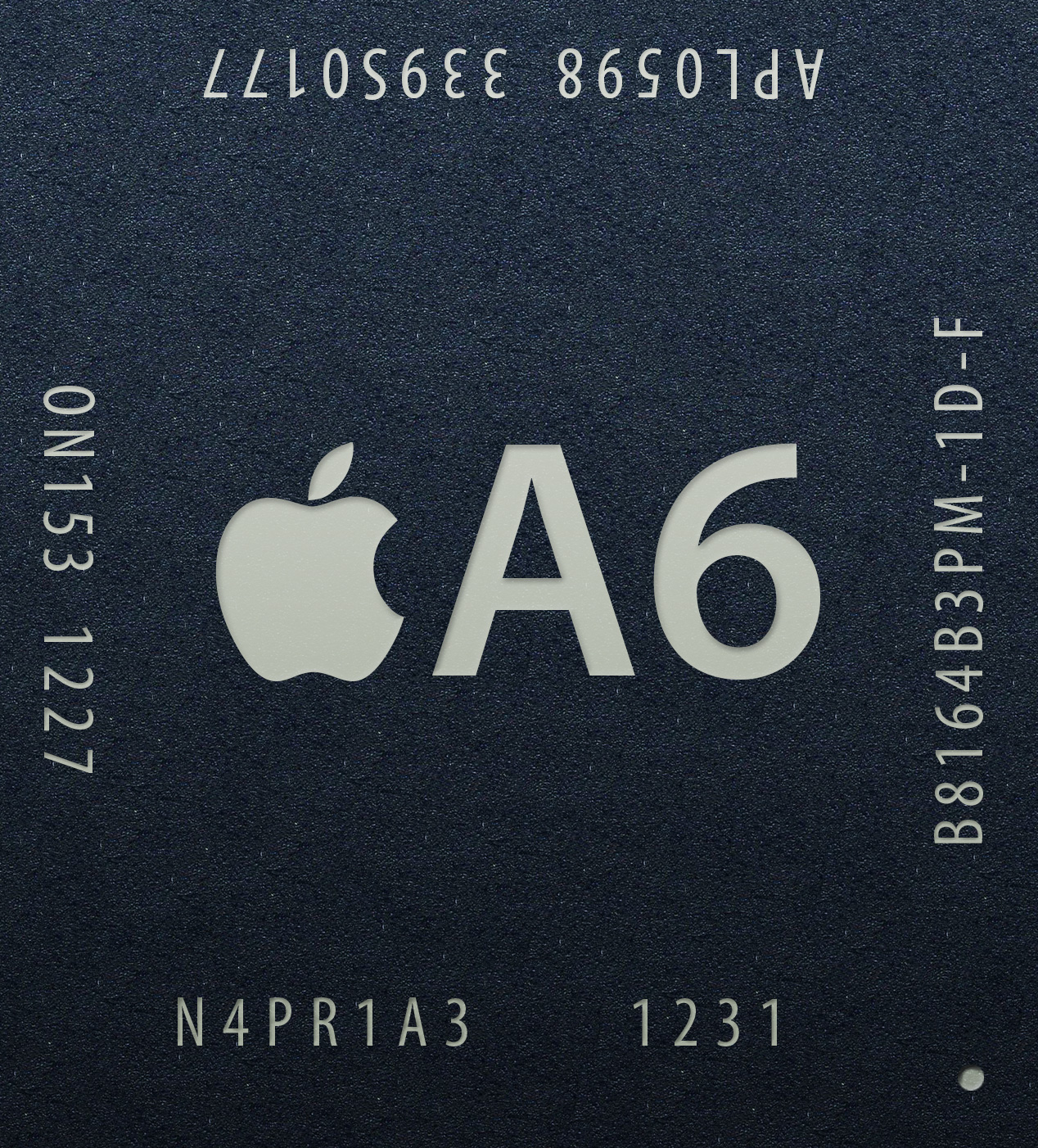
Processador A6 presente no iPhone 5c

### Hardware
O iPhone 5c usava o mesmo hardware do iPhone 5, com algumas pequenas alterações. o iPhone 5c usava um sistema em chip (SoC), chamado de Apple A6, o mesmo chip que impulsionou o iPhone 5. O SoC compreende um processador dual-core de 1,3 GHz, 1 GB de RAM e um PowerVR tri-core SGX543MP3 rodando a 266 MHz e novas antenas LTE que cobriam mais bandas LTE do que qualquer outro smartphone de acordo com a Apple. O dispositivo é constituído por um monobloco com revestimento rígido corpo de policarbonato com uma moldura de aço reforçado, que também atua como uma antena. Este modelo foi o último iPhone a possuir uma arquitetura 32 bits, seu sucessor (iPhone 5s) já contava com uma arquitetura de 64 bits, sendo um avanço na velocidade e incluindo o touch id.

### Design
O iPhone 5c foi redesenhado usando caixa de policarbonato de alta qualidade, que é reforçada por uma banda de aço. No entanto, devido ao material de mudanças no projeto, o telefone pesa 132 gramas, o que é 20 gramas mais pesado que ambos os iPhones 5 e 5S, mas ainda mais leve do que os modelos de iPhone mais antigos como 4s e 4. O design do iPhone 5C também é consideravelmente mais fino e é muito semelhante ao desenho dos modelos iPod Touch (5ª geração), que também está disponível em uma variedade de cores, mas em um acabamento de revestimento diferente. Outras pequenas modificações incluem um conjunto de câmera diferente e o desenho da chave mudo/campainha. Este iPhone recebeu críticas positivas por seu design afirmando que é o iPhone mais durável. Ao contrário dos modelos seguintes, o iPhone 5c é oferecido em cinco cores (azul, verde, amarelo, rosa e branco).

### Tela
O iPhone 5c possuía uma tela Retina, display multi-touch de 4 polegadas com resolução de 640 × 1136 pixels.

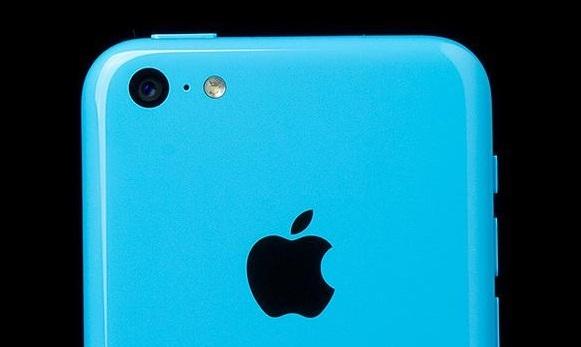
Câmera de 8MP e flash LED

### Câmera
O iPhone 5C manteve os 8 MP do iPhone 5, mas com um conjunto de câmera diferente. A câmera frontal, que é acessível através do FaceTime e aplicativo da câmera tem uma resolução mais alta, de 1,2 megapixels, e abertura maior, permitindo que mais luz entre na lente. 

### Bateria
A bateria de polímero de lítio-íon recarregável com uma capacidade de carga de 1510mAh foi melhorado ligeiramente em cima da bateria 1440mAh do iPhone 5. Está integrado e não pode ser substituída pelo utilizador. É avaliado em ≤225 horas em standby e 8 horas de tempo de conversação..

### Conteúdo da caixa
- iPhone 5c com iOS 8 (a partir de setembro de 2014);
- Apple EarPods com controle remoto e microfone;
- Cabo de Lightning para USB;
- Carregador USB de 5W;
- Documentação/Manuais.

## Acessórios

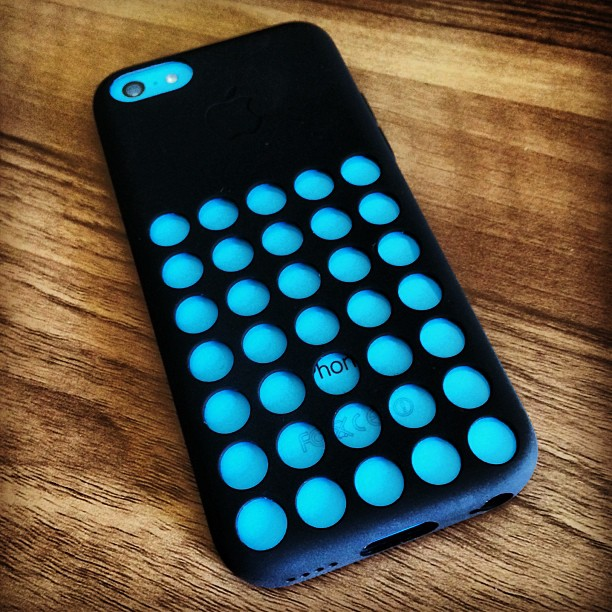
Um iPhone 5C Azul com a case preta da Apple

No evento de lançamento do iPhone 5C, a Apple lançou uma case, disponível nas cores: branco, preto, verde, amarelo, rosa e azul. A case lançada possui diversos furos redondos, revelando a cor do aparelho, Sendo possível criar até 30 combinações de cores diferentes.

## Recepção

### Críticas
O iPhone 5C recebeu críticas positivas . Enquanto o telefone em si conta com um corpo sólido de policarbonato, sendo considerado um downgrade em relação ao corpo de metal do iPhone 5 e iPhone 5s .
A versão de 8 GB do iPhone 5C, lançado em setembro de 2014, foi descrita como " inutilizável ", como apenas 4.9GB está disponível para o usuário após a instalação do iOS 8.

### Vendas
Os iPhones 5S e 5C venderam mais de nove milhões de unidades nos primeiros três dias, o que estabeleceu um recorde para as vendas de smartphones no primeiro fim de semana.